# Federale loyaliteit
De federale loyaliteit of federale loyauteit is het staatsrechtelijk principe dat stelt dat in een federale staat de verschillende deelstaten en de federale/nationale overheid constructief moeten samenwerken en elkaar niet mogen tegenwerken.
De federale loyaliteit geldt in drie richtingen: de federale overheid moet loyaal zijn ten aanzien van de deelstaten, de deelstaten moeten onderling loyaal zijn en ook ten aanzien van de federale overheid.

## België
In België wordt de toepassing van dit principe opgelegd door artikel 143, §1, van de Belgische Grondwet. Dit principe kan omschreven worden als de verplichting voor de federale overheid en de deelstaten om bij de uitoefening van hun bevoegdheden het evenwicht van de federale constructie niet te verstoren. Meer concreet mag men de economische en monetaire unie niet schaden en moet men rekening houden met de andere entiteiten. De federale loyaliteit was in principe geen bevoegdheidsverdelende regel, waardoor het Grondwettelijk hof de schending ervan initieel niet kon sanctioneren. Het Hof sanctioneert immers enkel bevoegdheidsconflicten en geen belangenconflicten.

### Het arrest "Bizet"
Met het zgn. arrest-Bizet uit 2004 ging het Grondwettelijk Hof (toen 'Arbitragehof') alsnog over tot toetsing aan het federale loyauteitsbeginsel, tegen de wil van de grondwetgever in. Dit beroep strekte tot vernietiging van een decreet van de Franse Gemeenschapscommissie m.b.t. het organiseren van een statuut voor en vergunnen van bepaalde reisbureaus met activiteiten op Brussels grondgebied. De verzoeker betoogde dat het marktverstorend effect van het decreet in strijd was met de federale loyauteit waartoe de Franse Gemeenschapscommissie gehouden is. Ook al wordt het middel uiteindelijk niet aangenomen, toch wordt het decreet expliciet getoetst aan het federale loyauteitsbeginsel, in samenlezing met het evenredigheidsbeginsel (zie overweging B.3.3). In 2010, een jaar voor het institutioneel akkoord van 2011 dat het Grondwettelijk Hof volle bevoegdheid gaf, werden voor het eerst twee normen vernietigd wegens strijdigheid met de federale loyauteit.
Een belangrijke uitdrukking van federale loyauteit zijn tevens de samenwerkingsakkoorden die de deelstaten en de federale overheid kunnen afsluiten. Ze zijn opgevat als een soort intra-Belgische verdragen.

### Alarmbelprocedure
Indien er door de federale regering of een gewestregering een maatregel dreigt te worden genomen die één der gewesten zou benadelen kan een communautaire alarmbelprocedure ingesteld worden.
In 1997 is het decreet-Suykerbuyk, aangenomen in het Vlaams Parlement en omvattende een schadeloosstelling van de slachtoffers van de repressie en epuratie bijna getroffen door een communautaire alarmbelprocedure van Waalse zijde. Uiteindelijk besloot de senaat het decreet ter vernietiging aan het Arbitragehof voor te dragen, dat in die zin besliste.
In de recente parlementaire geschiedenis is het dreigen met het inzetten ervan door Wallonië een pressiemiddel geworden in de kwestie van de splitsing van de kieskring Brussel-Halle-Vilvoorde en het gerechtelijk arrondissement Brussel.